# Elvis Álvarez
Elvis Álvarez Giraldo (Medellín, 2 de febrero de 1965-Ibidem, 16 de julio de 1995) fue un boxeador profesional colombiano en la división de peso mosca.

## Trayectoria
Álvarez se convirtió en profesional en 1985 y capturó el título vacante de peso mosca de la OMB con una victoria por decisión sobre Miguel Mercedes en 1989, y rápidamente dejó vacante su título en marzo de 1990 debido a la falta de interés en el cinturón. En 1991 capturó el título de peso mosca de la AMB con una victoria por decisión sobre Leopard Tamakuma, pero lo perdió en su primera defensa ante Yong-Kang Kim. En 1994, en su única aparición en Estados Unidos, perdió por decisión en doce asaltos ante Junior Jones por el título de peso gallo de la AMB. Iba a ser su última pelea.

## Asesinato
Álvarez fue asesinado a tiros el 16 de julio de 1995 en Medellín, Colombia cuando veía una procesión religiosa.